# 克里斯·坎贝尔
克里斯·坎贝尔（英語：Chris Campbell，1954年9月9日—），美国男子摔跤运动员，主攻自由式。他曾代表美国参加1992年夏季奥林匹克运动会摔跤比赛，获得男子自由式90公斤级铜牌。